# Trapos íntimos
Trapos íntimos foi uma telenovela venezuelana produzida pelo RCTV e exibida entre 3 de outubro de 2002 e 20 de agosto de 2003.
É uma historia original de Vanetina Párragas.
Foi protagonizada por Dad Dáger, Marlene De Andrade, Carlos Montilla, Gabriela Vergara e Alfonso Medina e antagonizada por Nacarid Escalona e Marisa Román .

## Sinopse
Fernando Lobo é um jovem viúvo, pouco sociável  de caráter forte, que pensa que ninguém poderá substituir a sua defunta esposa, Soledad Andueza. Pai de três filhas, Fernando decide se mudar para Caracas. Por sua parte, Isabel Cordero é uma belíssima e voluntariosa desenhadora de interiores, que trabalha como professora de Arte. Tem um noivo, mas na véspera de dormir com ele pela primeira vez, o medo a atanaza e a experiencia se converte em um desastre que a deixará marcada.
Depois de fechar seu ciclo como gerente petroleiro, Fernando começa uma nova vida como gerente geral da conhecida marca "Caricia", una fábrica de roupa íntima propriedade de sua sogra, a autocrática Federica de Andueza. Detesta haver trocado seu mundo petroleiro e quase militar por este molesto trabalho que o envolve no mundo feminino. Em sua primeira visita a empresa, uma chuva de roupa íntima feminina lhe cai em cima. O destino lhe sentenciou se entender com as mulheres, por bem ou por mal.

## Elenco
- Marlene De Andrade - Isabel Cecilia Cordero
- Carlos Montilla - Fernando Lobo Santacruz
- Gabriela Vergara - Lucía Lobo Santacruz
- Alfonso Medina - William Guillermo Pinzón "Willy"
- Dad Dáger - Manuela Federica Andueza / Soledad Andueza de Lobo
- Flavia Gleske - Zoe Guerrero
- Amanda Gutiérrez - Federica Ruíz Vda. de Andueza
- Alicia Plaza - Beba Solís
- Leonardo Marrero - Jorge Luis Solís
- Iván Tamayo - Felipe Ferrer
- Saúl Marín - Cecilio Monsalve
- Juan Carlos Gardié - Elmer
- Nacarid Escalona - Doris Day Montiel
- Rosario Prieto - Eulalia Pinzón
- Francis Rueda - Carmen Teresa Cordero
- Carlos Guillermo Haydon - Mauricio Rossi
- Eduardo Orozco - Juan "Juancho" Febres
- Marisa Román - María Soledad "Marisol" Lobo Andueza
- Yelena Maciel - María de Lourdes "Mariló" Lobo Andueza
- María Gabriela de Faría - María Fernanda "Marifer" Lobo Andueza
- Gabriel López - Gabriel Pérez "Tuqueque"
- Ivette Domínguez - Guillermina Azuaje
- Alejandro Mata - Gumersindo Cordero
- Araceli Prieto - Sor Ernestina González
- Émerson Rondón - Ramón "Moncho" Pérez
- Gerardo Soto - Nicolás "Nico" Santacruz
- Jesús Cervó - Pancho Ruíz
- Lady Dayana Núñez - Bárbara Eulalia "Barbarita" Pinzón
- Noel Carmona - Álvaro Mejías Parissi
- Crisol Carabal - Ángela Chacón
- Yugui López - El Goajiro
- Nacho Huett - Ricardo "Ricky" Pinzón
- Juliet Lima - Mayerling
- José Luis Zuleta - Inspector Idrogo
- Aura Rivas - Elia Morón Figuera
- Pedro José Virgüez
- Carlos Cruz - Valmore (participación especial)
- Ámbar Díaz - Sabrina (participación especial)
- Igor Testamarck - Chicho
- Andreina Yépez - Yuribix (participación especial)
- Miguel Augusto Rodríguez - Chato
- Aleska Díaz-Granados - Acrópolis Barroso
- Líber Chiribao - Nacho
- Susana Aquino - Sofía
- Ana Gabriela Barboza - Norys
- Katyuska Rivas
- Ogladih Mayorga

## Versões
- Em 2011, a Televisa realizou uma versão na novela, intitulada Amorcito corazón. Produzida por Lucero Suárez e foi protagonizada por Elizabeth Álvarez, Diego Olivera, África Zavala e Daniel Arenas[3].